# El doctor Cataplasma
El doctor Cataplasma es una serie de historietas humorísticas creada por Martz Schmidt, que apareció por primera vez en el número 1.139 de la revista Pulgarcito, de Editorial Bruguera, en 1953. Después se publicó también en otras revistas de la editorial, encabezando incluso la suya propia, "Súper Cataplasma", en 1978.

## Argumento y personajes
Las aventuras del doctor Cataplasma se desarrollan en historietas autoconclusivas, casi siempre de una sola página.
Los protagonistas de la serie son el doctor Cataplasma y su criada Panchita. El doctor Cataplasma es bajito, de cabello largo y blanco, que siempre lleva cubierto con una enorme chistera, con una gran nariz y una barba blanca que le llega casi hasta el suelo. Panchita es una alta y gruesa mujer de raza negra, que se cubre la cabeza con un pañuelo y lleva a menudo delantal. El contraste físico entre ellos es un rasgo humorístico que aparece también en otras series del autor, como Deliranta Rococó.
El doctor Cataplasma, como es evidente, se dedica a la medicina, pero también a la experimentación con todo tipo de mejunjes. Suele tener problemas económicos, por lo que elude hábilmente las peticiones de aumento de sueldo que constantemente le hace Panchita. Panchita, aunque nominalmente es su criada, es la que lleva las riendas de la casa. Las historietas suelen desarrollarse en el ámbito doméstico. 
Un personaje secundario de cierta relevancia es la señora Millonetis, acaudalada dama de la que Cataplasma espera recibir ayuda económica, por lo que se pliega a todos sus caprichos.